# Xã Pleasant Prairie, Quận Eddy, Bắc Dakota
Xã Pleasant Prairie (tiếng Anh: Pleasant Prairie Township) là một xã thuộc quận Eddy, tiểu bang Bắc Dakota, Hoa Kỳ. Năm 2010, dân số của xã này là 32 người.